# Rue Marie-Magné
La rue Marie-Magné est une voie de Toulouse, chef-lieu de la région Occitanie, dans le Midi de la France.

## Situation et accès

### Description
La rue Marie-Magné est une voie publique. Elle se trouve au cœur du quartier Saint-Cyprien.
La chaussée compte une seule voie de circulation automobile en sens unique, de la rue Charles-Laganne vers les allées Charles-de-Fitte. Elle est définie comme une zone de rencontre et la vitesse y est limitée à 20 km/h. Il n'existe pas de bande, ni de piste cyclable, quoiqu'elle soit à double-sens cyclable.

### Voies rencontrées
La rue Marie-Magné rencontre les voies suivantes, dans l'ordre des numéros croissants :
1. Rue Charles-Laganne
2. Rue Peyrolade (g)
3. Rue des Feuillants (d)
4. Rue Coupefer (d)
5. Allées Charles-de-Fitte

## Odonymie
En 1933, le conseil municipal décide de donner à la rue le nom de Marie Magné (1857-1929). Née au Burgaud, elle est admise à l'âge de 16 ans à l'école départementale d’institutrices de Cintegabelle, d’où elle sort première de sa promotion en 1876. Elle dirige l'école de filles des Minimes (actuelle école maternelle Claude-Nougaro, no 51 avenue des Minimes), puis l'école de Saint-Cyprien (actuel collège Alphonse-de-Lamartine, no 11 rue Marie-Magné) jusqu'en 1904, et enfin l'école de Saint-Aubin (actuel collège Jules-Michelet, no 6 boulevard Jules-Michelet) de 1904 à 1922.
Au XVIIe siècle, la rue était désignée comme la grande-rue Peyrolade. Ce nom se trouvait déjà, au XIIIe siècle, pour une rue voisine (actuelle rue des Teinturiers), et il a également été donné au XVIIe siècle à une autre rue tout proche (ancienne petite-rue Peyrolade, actuelle rue Peyrolade). Ce nom leur vient du château de Peyrolade, qui s'élevait à l'angle de la rue du Chairedon et de la rue des Teinturiers (emplacement de l'actuel no 4 bis). Cette construction s'appuyait sur des fondations anciennes, peut-être liées à l'aqueduc qui, franchissant la Garonne, menait l'eau des sources de Monlong au cœur de la cité antique de Tolosa. Si l'étymologie du site de Peyrolade, mentionné déjà au milieu du XIIe siècle est claire – petra lata, « pierre large » en latin –, l'explication en reste obscure.
À partir de la fin du XVIIIe siècle, la rue devint la rue des Feuillantines : les religieuses de l'ordre des Feuillantines, dont le couvent avait été fondé en 1588 autour d'Anne de Polastron de la Hillère à Montesquieu-Volvestre, s'étaient déplacées en 1599 dans le faubourg Saint-Cyprien, à proximité du couvent des Feuillants (actuel Grand séminaire, no 9 rue des Teinturiers et no 4 rue des Feuillants). Les bâtiments en furent démolis après leur vente comme biens nationaux en 1798. Ce nom se conserva cependant jusqu'en 1933, sauf en 1794, pendant la Révolution française où, durant quelques mois, les autorités municipales lui donnèrent celui de rue la Fécondité.

## Patrimoine et lieux d'intérêt

### Collège Alphonse-de-Lamartine
En 1870, la ville de Toulouse achète un immeuble qu'elle fait aménager par l'architecte Justin Fitte pour abriter l'école de filles du faubourg Saint-Cyprien. Les travaux sont achevés en 1873, mais doivent être repris après les destructions de la crue de la Garonne en 1875. En 1900, des travaux d'agrandissement sont menés par l'architecte Eugène Curvale : il prévoit le prolongement des bâtiments sur rue avec l'adjonction de neuf travées.
Entre 1957 et 1958, un bâtiment est construit en arrière des bâtiments anciens. Il s'élève perpendiculairement aux allées Charles-de-Fitte.

### Immeubles
- no  2-8 : immeuble (1972-1973)[6].
- no  5 : immeuble (premier quart du XIXe siècle)[7].
- no  7 : immeuble (deuxième quart du XIXe siècle)[8].